# CyC Portoviejo Basquet Club
La institución manabita CyC Portoviejo Basquet Club es un equipo de básquetbol ecuatoriano de la ciudad de Portoviejo, Provincia de Manabí.
Históricamente, la institución portovejense está considerado como uno de los clubes más importantes del básquetbol ecuatoriano al ser el equipo con más temporadas participadas en las máximas competencias nacionales, por tener una de las aficiones cesteras de la provincia y por ser el club que más promueve las canteras a nivel provincial y nacional; además se destaca por ser el único club manabita en salir campeón en Primera División.

## Historia
El Club HR fue fundado el 12 de octubre de 1998 y fue uno de los perennes animadores de la Asociación de Baloncesto de Manabi en sus categorías formativas y categorías seniors. .
A partir de 2014 el equipo logra participar a nivel nacional de la Liga Nacional de Baloncesto, convirtiéndose en el primer (y hasta ahora único) club manabita en jugar un torneo de Primera División de Baloncesto del Ecuador.  
Durante la temporada 2016 y en medio de las secuelas del terremoto de ese año, el equipo logró coronarse campeón de la competición al derrotar en la final nacional a ICCAN Macas en una serie definida por 2 a 1. De esta manera, el Club HR se convirtió en el primer equipo de Manabi en salir campeón, antes que lo hiciera Delfin Sporting Club en el 2019. HR jugó 20 encuentros en esta Liga Nacional, ganó 16 y perdió cuatro. Jordan Jhonson fue elegido como el mejor jugador extranjero y el M.V.P del certamen; mientras que Nixon Mina fue catalogado como el jugador nacional más destacado.
A partir del año 2019, el Club se cambia de nombre a CyC, favoreciendo una mejor interacción con la afición cestera manabita y para promover las divisiones formativas del baloncesto ecuatoriano.

## Datos del Club
- Temporadas en Liga Ecuatoriana de Baloncesto: 6 (2014 - 2021).
- Temporadas en Liga BásquetPro: 1 (2022).
- Participaciones internacionales (1):
  - Liga Sudamericana de Clubes: 2017.

## Palmarés

### Torneos nacionales
- Liga Ecuatoriana de Baloncesto (1): 2016.